# Søfteland
Søfteland is een plaats in de gemeente Bjørnafjorden in de Noorse provincie Vestland. Søfteland telt 1251 inwoners (2007) en heeft een oppervlakte van 1,15 km².

## Geboren in Søfteland
- Kjersti Tysse Plätzer, Olympisch medaillewinnares (2000) bij het snelwandelen.

Eikelandsosen · Hagavik · Osøyro · Søfteland · Søre Øyane · Søvik